# Chuck Smith
Chuck Smith (Chicago, 12 marzo 1949) è un ex velocista statunitense.

## Biografia
Specialista dei 200 metri, nel 1972 vinse il campionato nazionale statunitense e successivamente giunse primo nei trials di qualificazione ai Giochi olimpici, accreditandosi come uno dei favoriti per una medaglia olimpica. Tuttavia, nella finale di Monaco di Baviera, rimase fuori dal podio e dovette accontentarsi di un quinto posto.

## Palmarès
| Anno | Manifestazione  | Sede   | Evento          | Risultato | Prestazione | Note  |
| ---- | --------------- | ------ | --------------- | --------- | ----------- | ----- |
| 1972 | Giochi olimpici | Monaco | 200 metri piani | 5º        | 20"55       | [ 1 ] |